# Kõpu (ancienne commune)

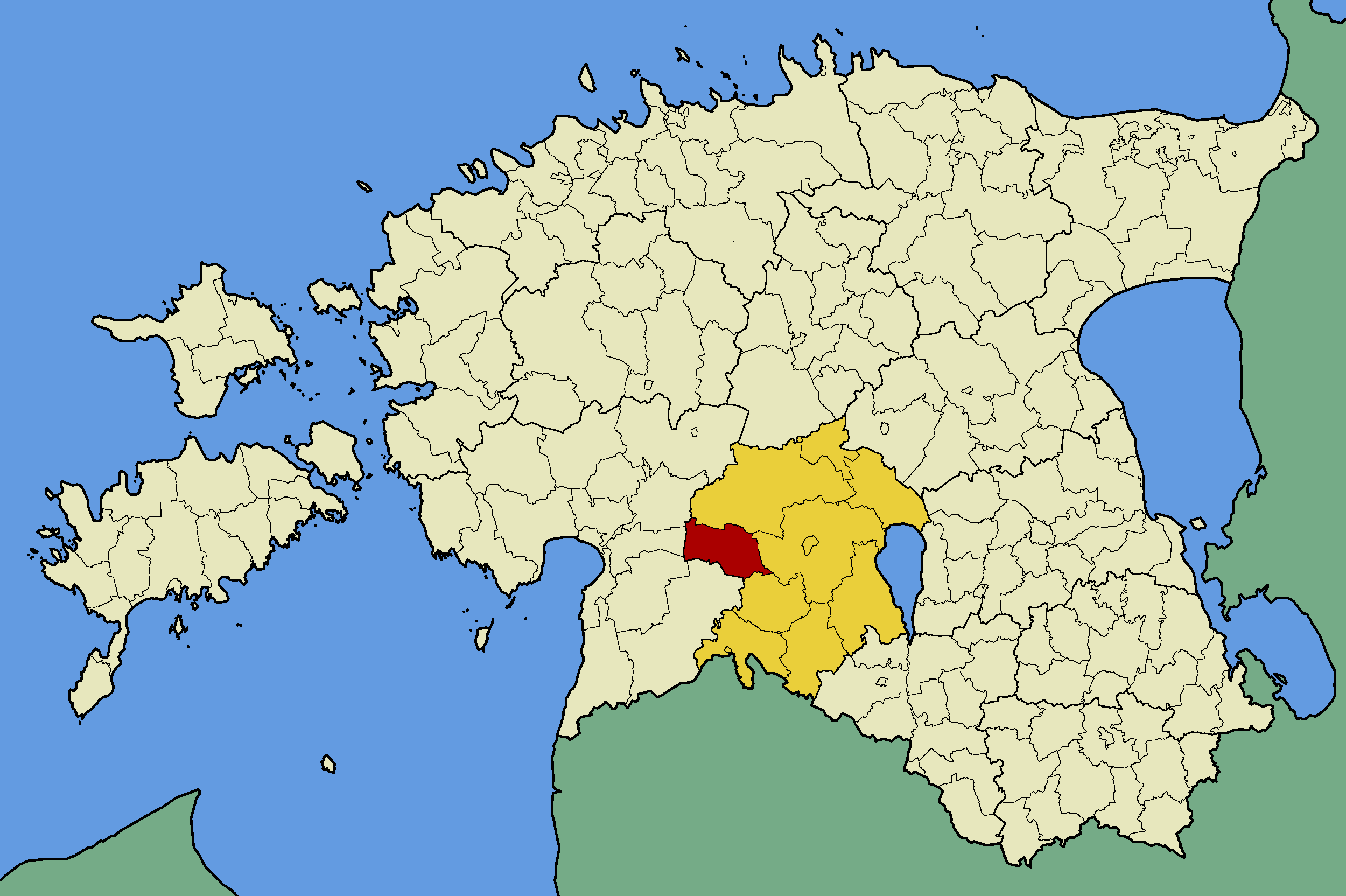
Localisation de l'ancienne commune de Kõpu (en rouge) dans le comté de Viljandi (en jaune).

Kõpu est une ancienne commune située dans le comté de Viljandi en Estonie. son chef-lieu était Kõpu.

## Géographie
Elle s'étendait sur une superficie de 258,78 km2 dans l'ouest du comté de Viljandi. 
Elle comprenait le petit bourg de Kõpu, ainsi que les villages d'Ia, Kuninga, Laane, Punaküla, Supsi, Seruküla, Tipu, Uia et Vanaveski.

## Histoire
L'endroit est mentionné pour la première fois en 1481, sous le nom de Koppe qui est devenu Köppo par la suite.
Elle constitue une commune jusqu'à la réorganisation administrative d'octobre 2017, quand elle est supprimée et fusionnée avec Kõo, Suure-Jaani et Võhma pour former la nouvelle commune de Põhja-Sakala.

## Démographie
La population, en diminution constante depuis les années 1990, s'élevait à 763 habitants en 2009, 684 habitants en 2012 et 611 habitants en 2017.

## Sites et monuments

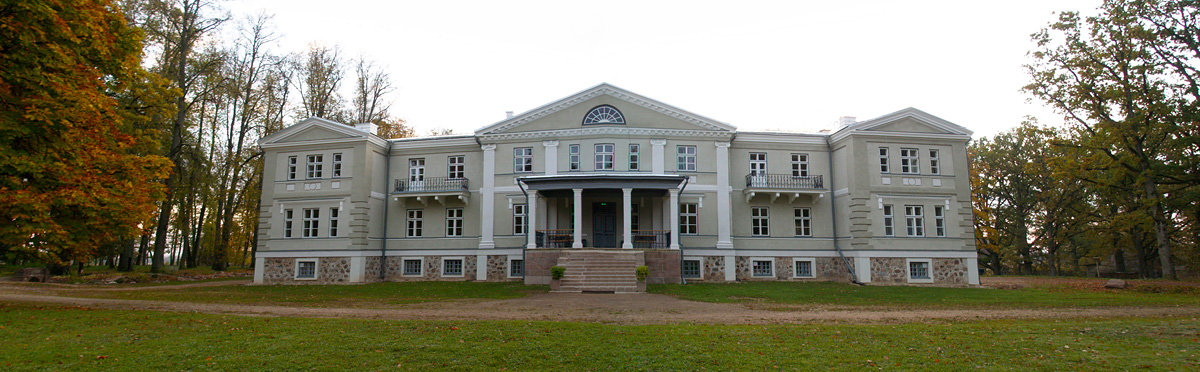
Façade du manoir de Groß-Köppo

Le domaine seigneurial est mentionné en 1487 sous le nom de Köppo. Le manoir actuel, appelé en son temps, Gutshaus Groß-Köppo, date de 1800. Il appartenait à la famille von Stryk, jusqu'à son expulsion par les lois d'expropriation de 1919. Il a été remanié en 1847 par l'architecte Emil Julius Strauss. C'est aujourd'hui une école secondaire.